# Sammlung Briner und Kern
Die Sammlung Briner und Kern war von 1970 bis zum 31. Oktober 2014 im Museum Briner und Kern im Rathaus von Winterthur untergebracht. Die Gemälde der Stiftung Jakob Briner sind seit Oktober 2016 in einem eigenen Flügel des Museums Oskar Reinhart ausgestellt.
Einen Schwerpunkt des Museums bildete die Sammlung von Jakob Briner (1882–1967), eines Zollbeamten, die vorwiegend holländische Malerei des 17. Jahrhunderts beinhaltete. Er vermachte seine Sammlung in Form einer Stiftung der Stadt Winterthur im Willen, dass daraus ein Museum entstehe. Kurz vor seinem Tod erfuhr er, dass seine Sammlung im Winterthurer Rathaus unterkommen könne, wo sie bis zur Schliessung des Museums am 31. Oktober 2014 zu sehen war.
Den zweiten Teil bildete die Schenkung von Emil S. Kern (1914–2014). Sie beinhaltete Bildnisminiaturen aus allen Epochen vom 16. bis ins 19. Jahrhundert, die Kern der Stadt Winterthur 1998 vermacht hatte.
Die Sammlung befindet sich im Museum Oskar Reinhart, in dem Räume zur Aufnahme der Sammlung nach 2015 renoviert werden. 
2018 wurde die Stiftung Jakob Briner aufgehoben, nachdem sie ihre Sammlung dem Kunstverein Winterthur geschenkt hat.

## Werke

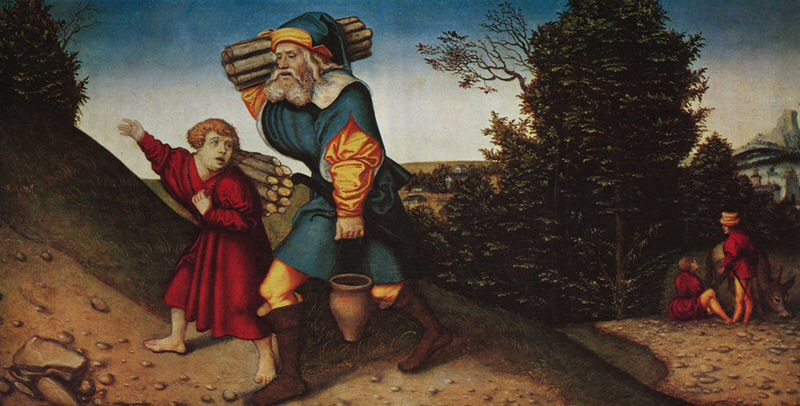
Lucas Cranach d. Ä., Abraham und Isaac auf dem Weg
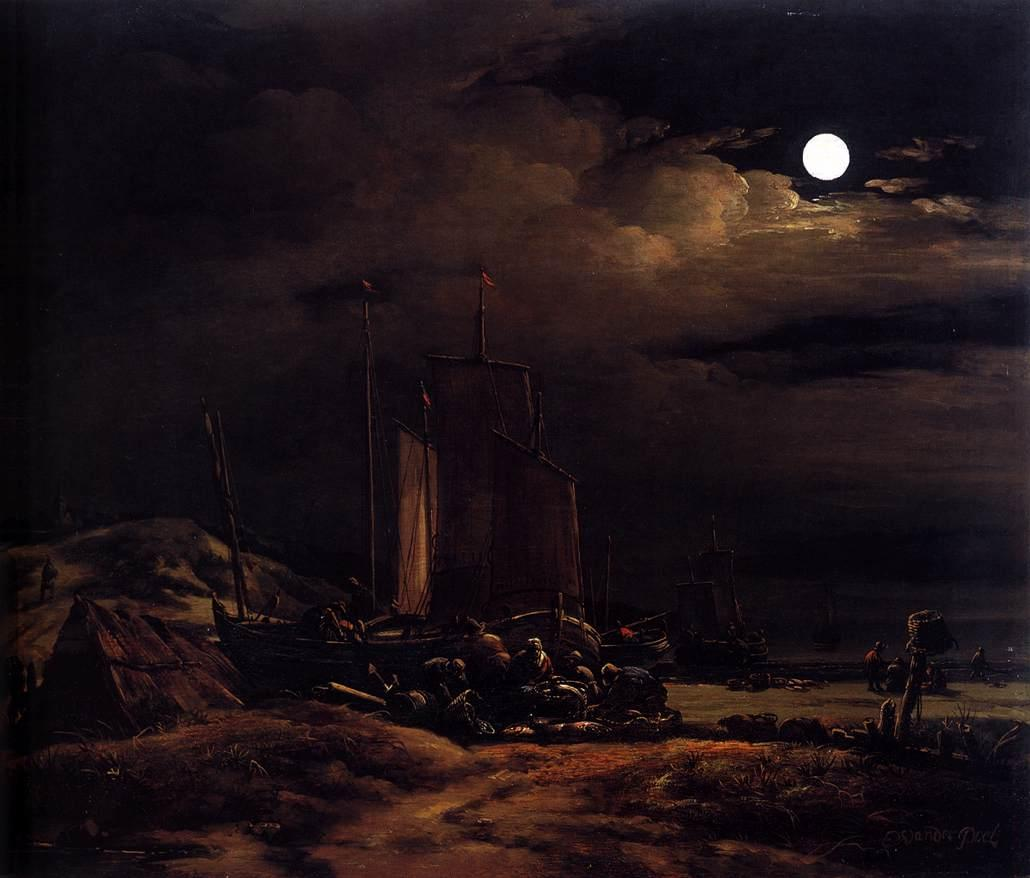
Egbert van der Poel: Seashore by Moonlight
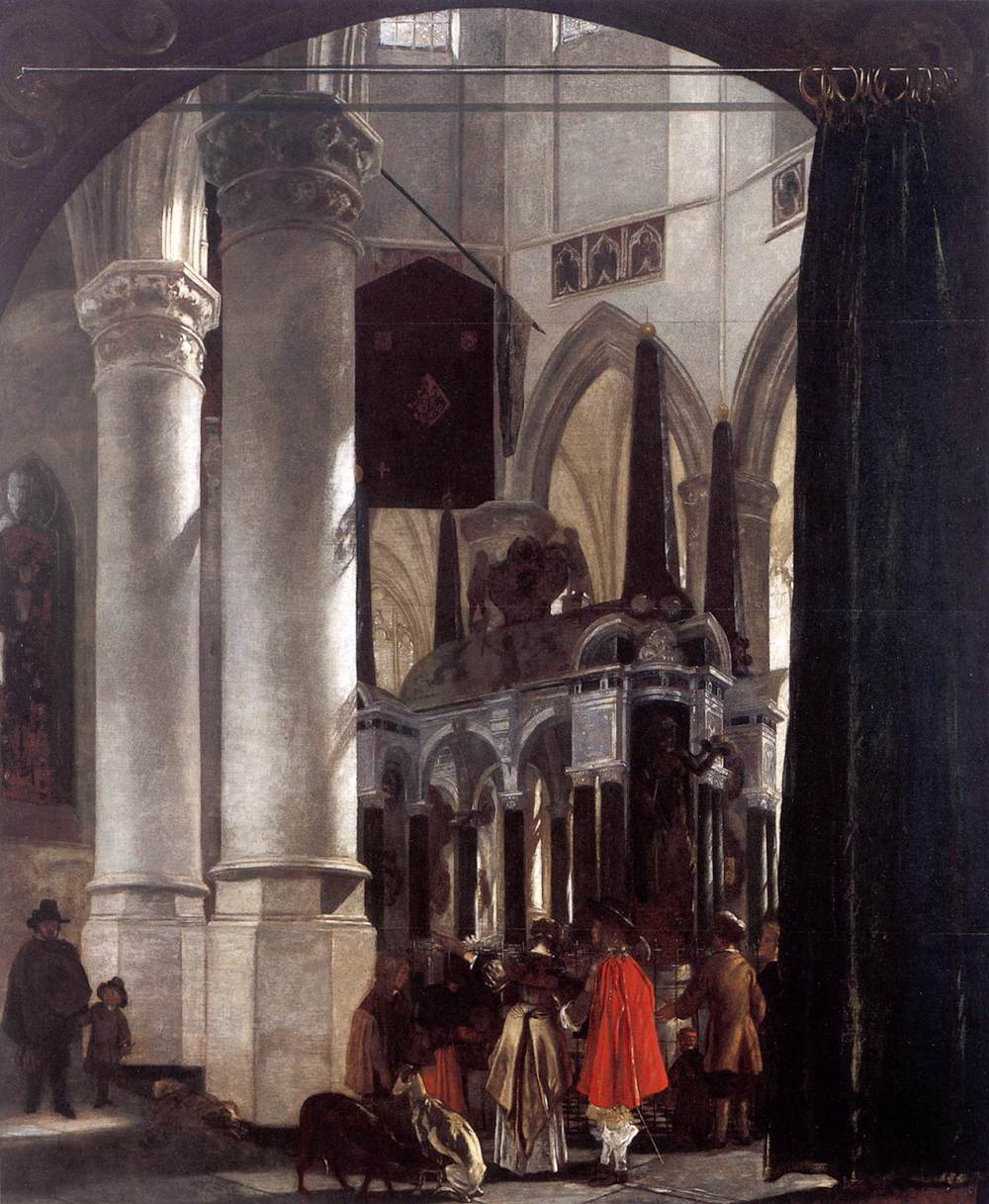
Emanuel de Witte: Nieuwe Kerk in Delft mit dem Grabmal Wilhelm von Oranien
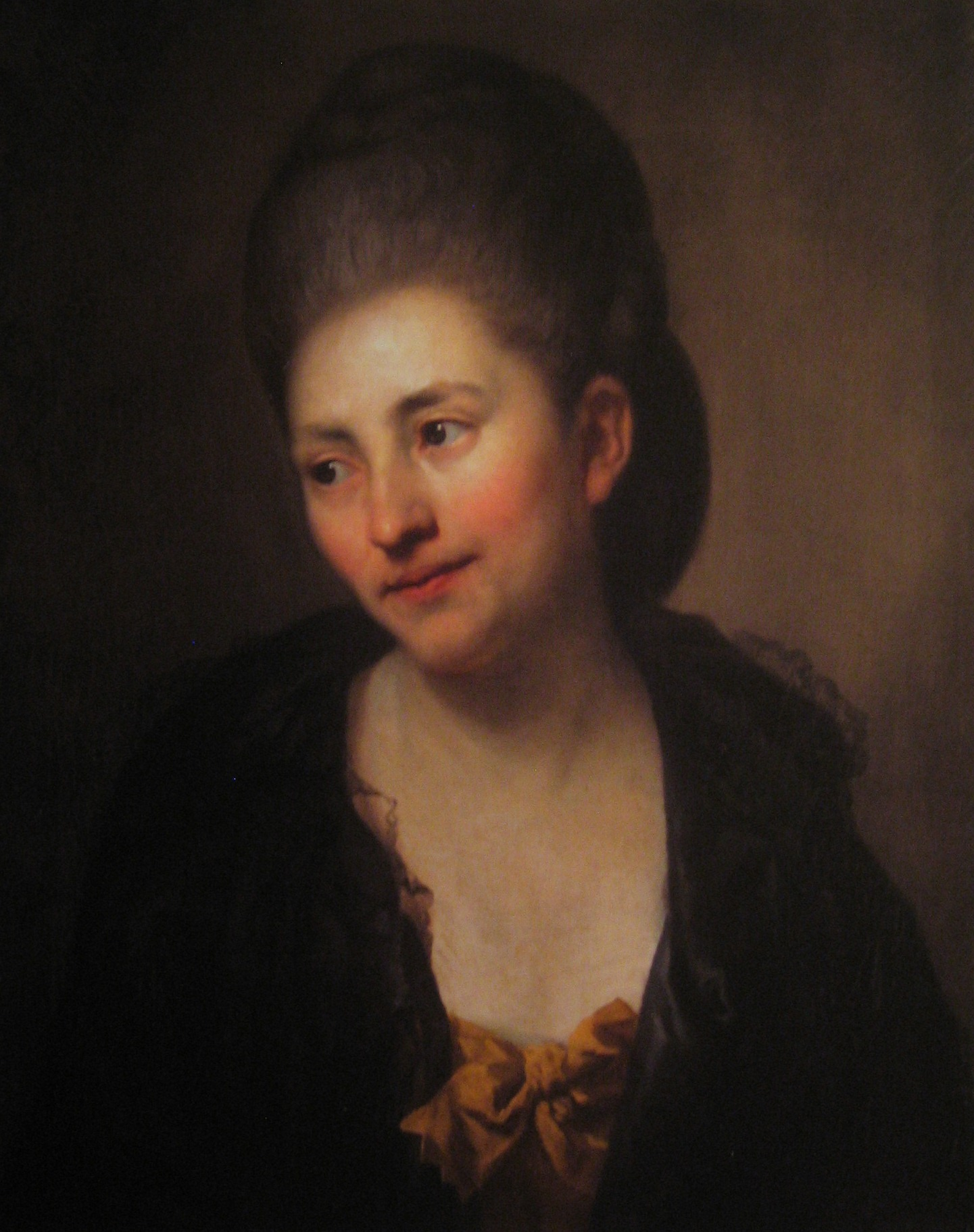
Anton Graff: Porträt seiner Ehefrau Auguste Graff.
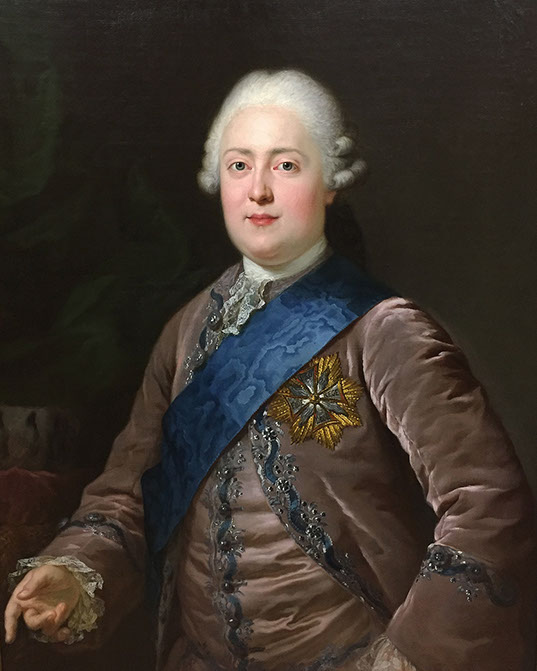
Anton Graff: Porträt von Kurfürst Friedrich August III.